# Jaszczurzyca (źródło)

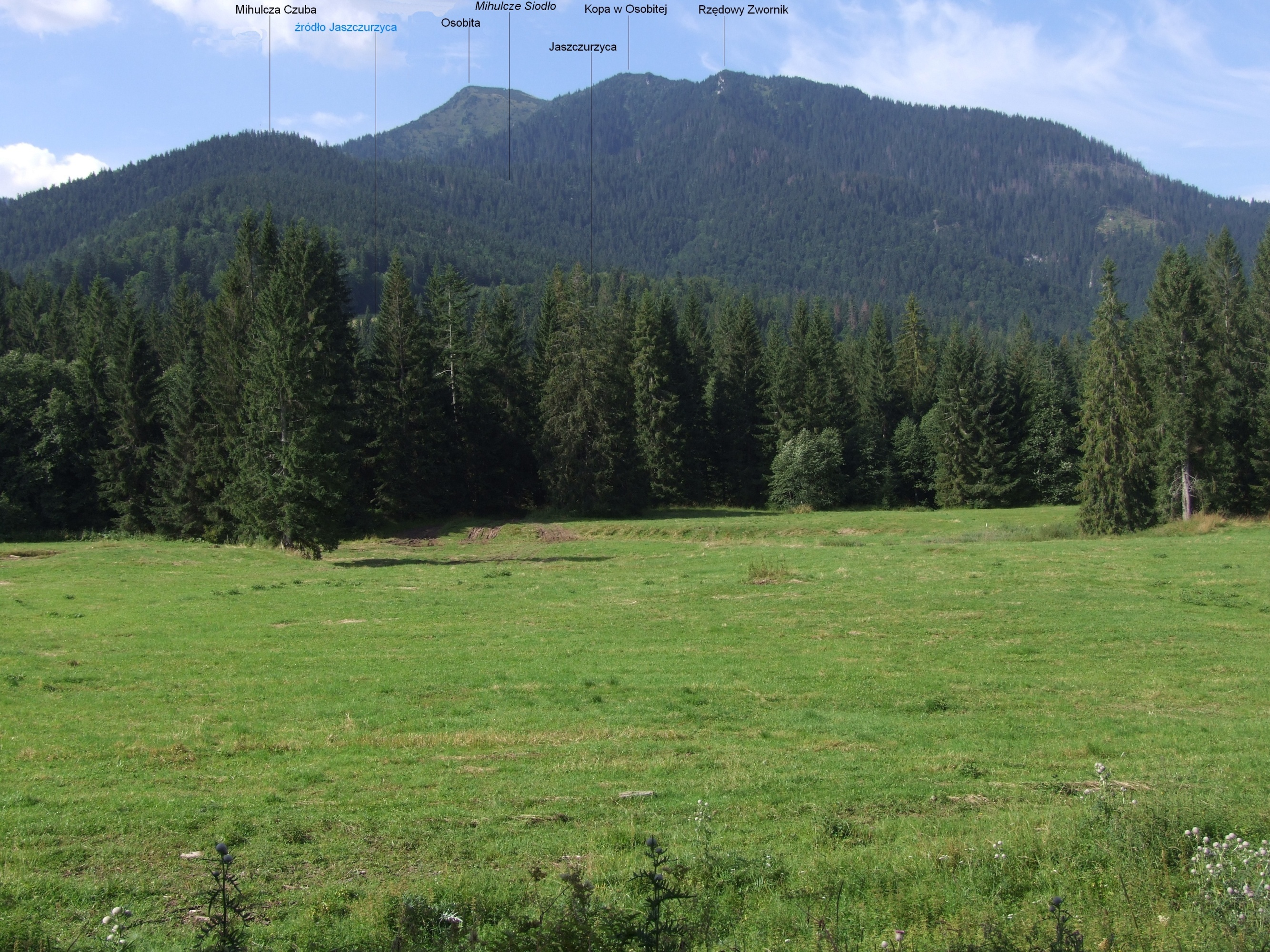
Widok na masyw Osobitej z Doliny Bobrowieckiej Orawskiej

Jaszczurzyca (słow. Jašteričô, Jašteričie) – dwa źródła cieplicowe w  masywie Osobitej w słowackich Tatrach Zachodnich. Położone są na wysokości 847 m, u podnóży Koziego Gronika i Mihulczej Czuby – wzniesień w jednym z grzbietów masywu Osobitej. Administracyjnie należą do miejscowości Orawice. Źródła znane były od dawna, pisemna notka dla poszukiwaczy skarbów z około 1659 wspomina o występowaniu w tej okolicy „rozmaitych jaszczurów”. W 1918 badał źródła polski naukowiec Ludwik Kowalski. W lutym znalazł w nich bardzo dużo salamander, przez lud nazywanych jaszczurami. Ze źródeł wypływała wzbogacona w dwutlenek węgla i słabo zmineralizowana woda o temperaturze 14,3–15,9 °C. Wykorzystując wodę z silniejszego źródła, w 1922 wykonano przy nim basenik kąpielowy oraz altankę. W 1979 odwiertem o głębokości 600 m otworzono wypływ cieplejszej wody (29,5 °C) i wykonano nowy, dwukomorowy basen. Był używany do czasu otwarcia nowego, obecnie czynnego kąpieliska w Orawicach.
Ze źródeł wypływa potok Jaszczurzyca uchodzący do Bobrowieckiego Potoku. Poniżej rozdroża szlaków w Waniczce odchodzi przez Bobrowiecki Potok ścieżka na Jaszczurzycę, podejście nią trwa ok. 7 min, jednak obowiązuje zakaz wejścia. Źródła znajdują się na obszarze TANAP-u, poza znakowanymi szlakami turystycznymi.